# Uromyces psoraleae
Uromyces psoraleae ist eine Ständerpilzart aus der Ordnung der Rostpilze (Pucciniales). Der Pilz ist ein Endoparasit der Hülsenfrüchtlergattung Psoralea. Symptome des Befalls durch die Art sind Rostflecken und Pusteln auf den Blattoberflächen der Wirtspflanzen. Sie ist östlich der Rocky Mountains verbreitet.

## Merkmale

### Makroskopische Merkmale
Uromyces psoraleae ist mit bloßem Auge nur anhand der auf der Oberfläche des Wirtes hervortretenden Sporenlager zu erkennen. Sie wachsen in Nestern, die als gelbliche bis braune Flecken und Pusteln auf den Blattoberflächen erscheinen.

### Mikroskopische Merkmale
Das Myzel von Uromyces psoraleae wächst wie bei allen Uromyces-Arten interzellulär und bildet Saugfäden, die in das Speichergewebe des Wirtes wachsen. Die Spermogonien der Art wachsen unterseitig auf den Wirtsblättern. Die zwischen ihnen wachsenden Aecien der Art sind kurz und gelblich. Ihre Aeciosporen sind 21–26 × 18–22 µm groß, breitellipsoid bis kugelig und warzig. Uredien werden von der Art nicht ausgebildet. Die meist unterseitig auf den Oberflächen der Wirtsblätter wachsenden Telien der Art sind gelbbraun, kompakt und unbedeckt. Die hell kastanienbraunen Teliosporen sind einzellig, in der Regel eiförmig bis ellipsoid, warzig und meist 29–40 × 20–25 µm groß. Ihre Stiele sind hyalin und bis zu 65 µm lang.

## Verbreitung
Das bekannte Verbreitungsgebiet von Uromyces psoraleae reicht von Saskatchewan über Idaho und Arizona bis Nebraska.

## Ökologie
Die Wirtspflanzen von Uromyces psoraleae sind verschiedene Psoralea-Arten. Der Pilz ernährt sich von den im Speichergewebe der Pflanzen vorhandenen Nährstoffen, seine Sporenlager brechen später durch die Blattoberfläche und setzen Sporen frei. Die Art durchläuft einen wahrscheinlich mikrozyklischen Entwicklungszyklus mit Spermogonien, Aecien und Telien und macht keinen Wirtswechsel durch.